# Résultats électoraux de Laurier-Dorion
Les résultats électoraux de Laurier-Dorion sont inscrits dans les tableaux ci-dessous. Tous les résultats depuis la création de la circonscription en 1992 sont disponibles.
| Aller aux résultats d'une élection                                  |
| ------------------------------------------------------------------- |
| 1994 • 1998 • 2003 • 2004 • 2007 • 2008 • 2012 • 2014 • 2018 • 2022 |

## Résultats

### Évolution pour les principaux partis
| Évolution des résultats pour les principaux partis                                                                          |
| |
| - Parti libéral - Parti québécois - Action démocratique (ancien) - Québec solidaire - Coalition avenir - Parti conservateur |

### Résultats détaillés
|                                                                                               | Nom                         | Parti            | Nombre de voix | %      | Maj.  |
| --------------------------------------------------------------------------------------------- | --------------------------- | ---------------- | -------------- | ------ | ----- |
|                                                                                               | Andrés Fontecilla (sortant) | Québec solidaire | 13 323         | 48,8 % | 7 979 |
|                                                                                               | Deepak Awasti               | Libéral          | 5 344          | 19,6 % | -     |
|                                                                                               | Vicki Marcoux               | Coalition avenir | 3 203          | 11,7 % | -     |
|                                                                                               | Maxime Larochelle           | Parti québécois  | 2 800          | 10,3 % | -     |
|                                                                                               | Guy Diotte                  | Conservateur     | 1 512          | 5,5 %  | -     |
|                                                                                               | Amir Khan                   | Bloc Montréal    | 480            | 1,8 %  | -     |
|                                                                                               | Ismaila Marega              | Vert             | 332            | 1,2 %  | -     |
|                                                                                               | Amélie Villeneuve           | Parti culinaire  | 157            | 0,6 %  | -     |
|                                                                                               | Mathieu Marcil              | Parti nul        | 77             | 0,3 %  | -     |
|                                                                                               | Anthony Van Duyse           | Climat Québec    | 75             | 0,3 %  | -     |
| Total                                                                                         | Total                       | Total            | 27 303         | 100 %  |       |
| Le taux de participation lors de l'élection était de 61,6 % et 391 bulletins ont été rejetés. |                             |                  |                |        |       |

|                                                                                               | Nom                                                           | Parti               | Nombre de voix | %      | Maj.  |
| --------------------------------------------------------------------------------------------- | ------------------------------------------------------------- | ------------------- | -------------- | ------ | ----- |
|                                                                                               | Andrés Fontecilla                                             | Québec solidaire    | 14 226         | 47,3 % | 5 301 |
|                                                                                               | George Tsantrizos                                             | Libéral             | 8 925          | 29,7 % | -     |
|                                                                                               | Simon Langelier                                               | Coalition avenir    | 2 664          | 8,9 %  | -     |
|                                                                                               | Marie-Aline Vadius                                            | Parti québécois     | 2 344          | 7,8 %  | -     |
|                                                                                               | Apostolia Petropoulos                                         | NPD Québec          | 574            | 1,9 %  | -     |
|                                                                                               | Juan Vazquez                                                  | Vert                | 530            | 1,8 %  | -     |
|                                                                                               | Mohammad Yousuf                                               | Conservateur        | 354            | 1,2 %  | -     |
|                                                                                               | Chef Jean Louis Thémis (Jean-Louis Thémistocle Randriantiana) | Parti culinaire     | 169            | 0,6 %  | -     |
|                                                                                               | Mathieu Marcil                                                | Parti nul           | 137            | 0,5 %  | -     |
|                                                                                               | Hugô St-Onge                                                  | Bloc pot            | 73             | 0,2 %  | -     |
|                                                                                               | Eric Lessard                                                  | Citoyens au pouvoir | 60             | 0,2 %  | -     |
|                                                                                               | Arezki Malek                                                  | Marxiste-léniniste  | 35             | 0,1 %  | -     |
| Total                                                                                         | Total                                                         | Total               | 30 091         | 100 %  |       |
| Le taux de participation lors de l'élection était de 63,6 % et 375 bulletins ont été rejetés. |                                                               |                     |                |        |       |

|                                                                                               | Nom                        | Parti              | Nombre de voix | %      | Maj.  |
| --------------------------------------------------------------------------------------------- | -------------------------- | ------------------ | -------------- | ------ | ----- |
|                                                                                               | Gerry Sklavounos (sortant) | Libéral            | 15 566         | 46,2 % | 6 236 |
|                                                                                               | Andrés Fontecilla          | Québec solidaire   | 9 330          | 27,7 % | -     |
|                                                                                               | Pierre Céré                | Parti québécois    | 5 369          | 15,9 % | -     |
|                                                                                               | Valérie Assouline          | Coalition avenir   | 2 431          | 7,2 %  | -     |
|                                                                                               | Jeremy Tessier             | Vert               | 482            | 1,4 %  | -     |
|                                                                                               | Miguel Tremblay            | Option nationale   | 263            | 0,8 %  | -     |
|                                                                                               | Hugô St-Onge               | Bloc pot           | 143            | 0,4 %  | -     |
|                                                                                               | Peter Macrisopoulos        | Marxiste-léniniste | 116            | 0,3 %  | -     |
| Total                                                                                         | Total                      | Total              | 33 700         | 100 %  |       |
| Le taux de participation lors de l'élection était de 72,6 % et 429 bulletins ont été rejetés. |                            |                    |                |        |       |

|                                                                                               | Nom                        | Parti                  | Nombre de voix | %      | Maj.  |
| --------------------------------------------------------------------------------------------- | -------------------------- | ---------------------- | -------------- | ------ | ----- |
|                                                                                               | Gerry Sklavounos (sortant) | Libéral                | 10 987         | 34,1 % | 2 463 |
|                                                                                               | Badiona Bazin              | Parti québécois        | 8 524          | 26,4 % | -     |
|                                                                                               | Andrés Fontecilla          | Québec solidaire       | 7 844          | 24,3 % | -     |
|                                                                                               | Marie Josée Godbout        | Coalition avenir       | 3 154          | 9,8 %  | -     |
|                                                                                               | Miguel Tremblay            | Option nationale       | 912            | 2,8 %  | -     |
|                                                                                               | Danny Polifroni            | Vert                   | 480            | 1,5 %  | -     |
|                                                                                               | David H. Cherniak          | Indépendant            | 119            | 0,4 %  | -     |
|                                                                                               | Peter Macrisopoulos        | Marxiste-léniniste     | 100            | 0,3 %  | -     |
|                                                                                               | Yves Pageau                | Coalition constituante | 66             | 0,2 %  | -     |
|                                                                                               | Michel Dugré               | Sans désignation       | 50             | 0,2 %  | -     |
| Total                                                                                         | Total                      | Total                  | 32 236         | 100 %  |       |
| Le taux de participation lors de l'élection était de 70,2 % et 357 bulletins ont été rejetés. |                            |                        |                |        |       |

|                                                                                                | Nom                        | Parti               | Nombre de voix | %      | Maj.  |
| ---------------------------------------------------------------------------------------------- | -------------------------- | ------------------- | -------------- | ------ | ----- |
|                                                                                                | Gerry Sklavounos (sortant) | Libéral             | 9 769          | 42,9 % | 2 069 |
|                                                                                                | Badiona Bazin              | Parti québécois     | 7 700          | 33,8 % | -     |
|                                                                                                | Ruba Ghazal                | Québec solidaire    | 2 963          | 13 %   | -     |
|                                                                                                | Michel Lemay               | Vert                | 1 090          | 4,8 %  | -     |
|                                                                                                | Olivier Manceau            | Action démocratique | 943            | 4,1 %  | -     |
|                                                                                                | Peter Macrisopoulos        | Marxiste-léniniste  | 219            | 1 %    | -     |
|                                                                                                | Michel Prairie             | Sans désignation    | 86             | 0,4 %  | -     |
| Total                                                                                          | Total                      | Total               | 22 770         | 100 %  |       |
| Le taux de participation lors de l'élection était de 49,16 % et 385 bulletins ont été rejetés. |                            |                     |                |        |       |

|                                                                                                | Nom                       | Parti               | Nombre de voix | %      | Maj.  |
| ---------------------------------------------------------------------------------------------- | ------------------------- | ------------------- | -------------- | ------ | ----- |
|                                                                                                | Gerry Sklavounos          | Libéral             | 12 064         | 39,7 % | 1 096 |
|                                                                                                | Elsie Lefebvre (sortante) | Parti québécois     | 10 968         | 36,1 % | -     |
|                                                                                                | Louise Lévesque           | Action démocratique | 2 874          | 9,4 %  | -     |
|                                                                                                | Ruba Ghazal               | Québec solidaire    | 2 431          | 8 %    | -     |
|                                                                                                | Sébastien Chagnon-Jean    | Vert                | 1 639          | 5,4 %  | -     |
|                                                                                                | Peter Macrisopoulos       | Marxiste-léniniste  | 166            | 0,5 %  | -     |
|                                                                                                | Vassilios Gerakis         | Indépendant         | 160            | 0,5 %  | -     |
|                                                                                                | Mostaka Ben Kirane        | Indépendant         | 115            | 0,4 %  | -     |
| Total                                                                                          | Total                     | Total               | 30 417         | 100 %  |       |
| Le taux de participation lors de l'élection était de 65,38 % et 392 bulletins ont été rejetés. |                           |                     |                |        |       |

|                                                                                                | Nom                | Parti               | Nombre de voix | %      | Maj. |
| ---------------------------------------------------------------------------------------------- | ------------------ | ------------------- | -------------- | ------ | ---- |
|                                                                                                | Elsie Lefebvre     | Parti québécois     | 7 573          | 46,1 % | 483  |
|                                                                                                | Voula Neofotistos  | Libéral             | 7 090          | 43,2 % | -    |
|                                                                                                | Andrés Fontecilla  | UFP                 | 783            | 4,8 %  | -    |
|                                                                                                | Enrique Colindres  | Action démocratique | 460            | 2,8 %  | -    |
|                                                                                                | Philippe Morlighem | Vert                | 379            | 2,3 %  | -    |
|                                                                                                | Sonia Bélanger     | Indépendant         | 145            | 0,9 %  | -    |
| Total                                                                                          | Total              | Total               | 16 430         | 100 %  |      |
| Le taux de participation lors de l'élection était de 35,24 % et 171 bulletins ont été rejetés. |                    |                     |                |        |      |

|                                                                                                | Nom                       | Parti               | Nombre de voix | %      | Maj.  |
| ---------------------------------------------------------------------------------------------- | ------------------------- | ------------------- | -------------- | ------ | ----- |
|                                                                                                | Christos Sirros (sortant) | Libéral             | 16 052         | 53,1 % | 6 277 |
|                                                                                                | Tomas Arbieto             | Parti québécois     | 9 775          | 32,4 % | -     |
|                                                                                                | Mario Spina               | Action démocratique | 1 996          | 6,6 %  | -     |
|                                                                                                | William Sloan             | UFP                 | 922            | 3,1 %  | -     |
|                                                                                                | Philippe Morlighem        | Vert                | 595            | 2 %    | -     |
|                                                                                                | Sylvain Mainville         | Bloc pot            | 375            | 1,2 %  | -     |
|                                                                                                | Peter Macrisopoulos       | Marxiste-léniniste  | 168            | 0,6 %  | -     |
|                                                                                                | Charles Robidoux          | Sans désignation    | 131            | 0,4 %  | -     |
|                                                                                                | Sylvie Charbin            | Sans désignation    | 117            | 0,4 %  | -     |
|                                                                                                | Yang Zhang                | Égalité             | 78             | 0,3 %  | -     |
| Total                                                                                          | Total                     | Total               | 30 209         | 100 %  |       |
| Le taux de participation lors de l'élection était de 64,36 % et 495 bulletins ont été rejetés. |                           |                     |                |        |       |

|                                                                                                | Nom                       | Parti                 | Nombre de voix | %      | Maj.  |
| ---------------------------------------------------------------------------------------------- | ------------------------- | --------------------- | -------------- | ------ | ----- |
|                                                                                                | Christos Sirros (sortant) | Libéral               | 19 471         | 56,7 % | 8 603 |
|                                                                                                | Robert Loranger           | Parti québécois       | 10 868         | 31,6 % | -     |
|                                                                                                | Fernard Bélisle           | Action démocratique   | 2 561          | 7,5 %  | -     |
|                                                                                                | Milan Mirich              | Démocratie socialiste | 490            | 1,4 %  | -     |
|                                                                                                | Marc-André Gagnon         | Bloc pot              | 474            | 1,4 %  | -     |
|                                                                                                | Peter Macrisopoulos       | Marxiste-léniniste    | 203            | 0,6 %  | -     |
|                                                                                                | John Manolis              | Communiste            | 159            | 0,5 %  | -     |
|                                                                                                | Mostafa Ben Kirane        | Indépendant           | 113            | 0,3 %  | -     |
| Total                                                                                          | Total                     | Total                 | 34 339         | 100 %  |       |
| Le taux de participation lors de l'élection était de 76,21 % et 560 bulletins ont été rejetés. |                           |                       |                |        |       |

|                                                                                                | Nom                      | Parti                | Nombre de voix | %      | Maj.  |
| ---------------------------------------------------------------------------------------------- | ------------------------ | -------------------- | -------------- | ------ | ----- |
|                                                                                                | Christos Sirros          | Libéral              | 18 522         | 55,5 % | 6 930 |
|                                                                                                | Benoit Henry             | Parti québécois      | 11 592         | 34,8 % | -     |
|                                                                                                | Fernard Bélisle          | Action démocratique  | 1 723          | 5,2 %  | -     |
|                                                                                                | Milan Mirich             | NPD Québec           | 409            | 1,2 %  | -     |
|                                                                                                | Christian Chouery        | République du Canada | 329            | 1 %    | -     |
|                                                                                                | André Fleurant           | Loi naturelle        | 274            | 0,8 %  | -     |
|                                                                                                | Panayiote Georgopoulos   | Communiste           | 206            | 0,6 %  | -     |
|                                                                                                | Pierre-Paul Laurence     | Développement Québec | 172            | 0,5 %  | -     |
|                                                                                                | Panagiotis Macrisopoulos | Marxiste-léniniste   | 125            | 0,4 %  | -     |
| Total                                                                                          | Total                    | Total                | 33 352         | 100 %  |       |
| Le taux de participation lors de l'élection était de 81,65 % et 712 bulletins ont été rejetés. |                          |                      |                |        |       |

## Note
1. ↑  DGEQ, « Résultats élections Québec 2022 », sur electionsquebec.qc.ca (consulté le 19 octobre 2022)
2. ↑  DGEQ, « Résultats élections Québec 2018 », sur electionsquebec.qc.ca (consulté le 14 mai 2019)
3. ↑  Christos Sirros était auparavant député de la circonscription de Laurier.